# Biển Argentina

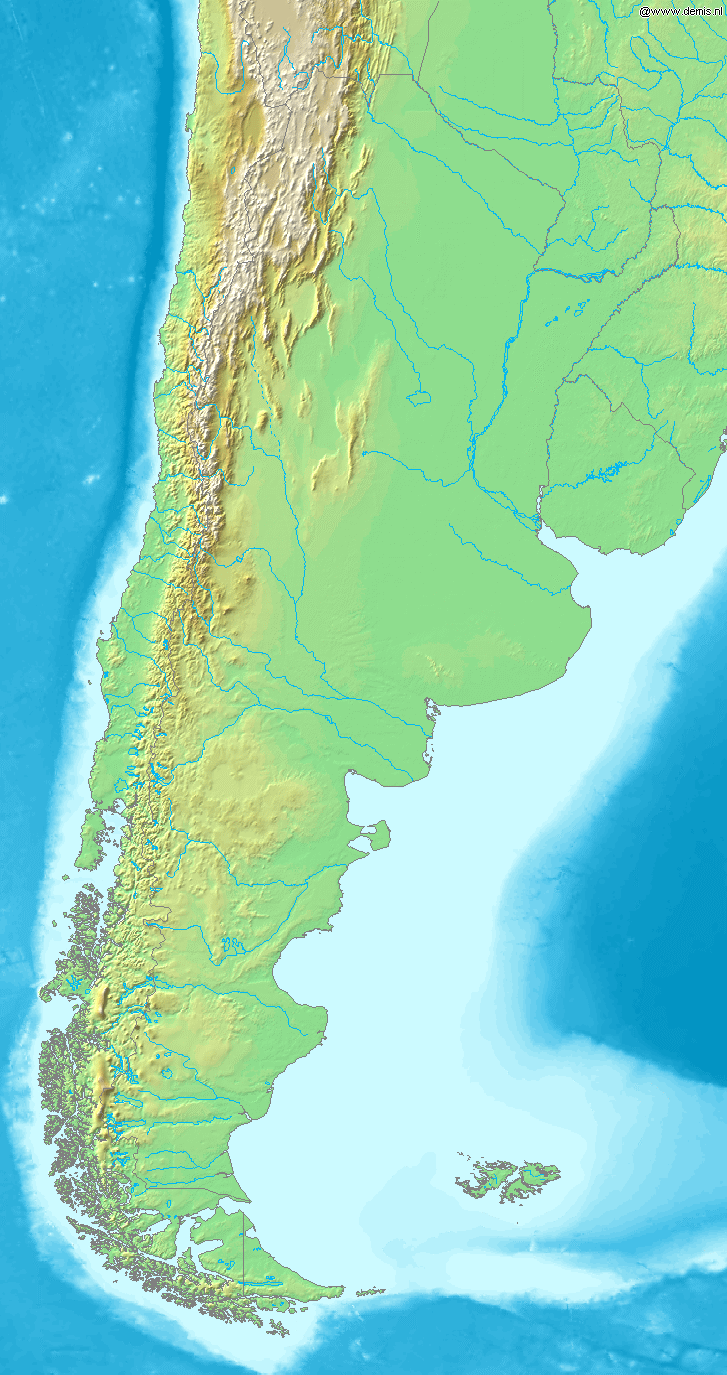
Biển Argentine, vùng bờ biển Đại Tây Dương của Argentina

Biển Argentina (tiếng Tây Ban Nha: Mar Argentino) là biển nằm ở thềm lục địa của Argentina. Tên biển thường liên quan đến các tuyên bố Argentine tới quần đảo Falkland và bán đảo Nam Cực.
Biển Argentina nằm ở phía Nam Đại Tây Dương ngoài khơi phía Đông Nam của Argentina, kéo dài xấp xỉ từ vĩ độ của Montevideo, Uruguay, tới phía Nam của Tierra del Fuego, và có chiều dài khoảng 500 dặm (800 km) phía Bắc của Nam Cực. 
Biển có diện tích khoảng 386,102 dặm vuông (1 triệu km²)và là một trong các biển lớn nhất thế giới. Độ sâu trung bình là 3.952 foot (1.205 m) và độ sâu tối đa là 7.296 foot (2.224 m). Tuy nhiên, khu vực giống như mô tả này thì không có tên cụ thể trên bản đồ thế giới.
Các số liệu thống kê đưa ra theo một số nhà khoa học là không rõ ràng vì các thềm lục địa chỉ có độ sâu 200m cho nên độ sâu của biển không thể trung bình là 1200m.
Biển Argentina dần mở rộng về phía nam, trong khi các khối lục địa địa bị thu hẹp. Địa tầng biển có nhiều cao nguyên giảm dần đến phía đông như các ruộng bậc thang. Vì vậy, biển Argentina có hình dạng tương tự khối mở rộng AndeanPatagonia. Quần đảo Falkland cũng nằm trong thềm lục địa của biển Argentina.